# Moro (Arkansas)
Moro es un pueblo ubicado en el condado de Lee en el estado estadounidense de Arkansas. En el Censo de 2010 tenía una población de 216 habitantes y una densidad poblacional de 88,25 personas por km².

## Geografía
Moro se encuentra ubicado en las coordenadas 34°47′32″N 90°59′17″O / 34.79222, -90.98806. Según la Oficina del Censo de los Estados Unidos, Moro tiene una superficie total de 2.45 km², de la cual 2.45 km² corresponden a tierra firme y (0%) 0 km² es agua.

## Demografía
Según el censo de 2010, había 216 personas residiendo en Moro. La densidad de población era de 88,25 hab./km². De los 216 habitantes, Moro estaba compuesto por el 93.52% blancos, el 5.56% eran afroamericanos, el 0% eran amerindios, el 0.93% eran asiáticos, el 0% eran isleños del Pacífico, el 0% eran de otras razas y el 0% pertenecían a dos o más razas. Del total de la población el 0.46% eran hispanos o latinos de cualquier raza.